# Рахмановы
Рахма́новы (также Рохма́новы) — российский дворянский род.
При подаче документов (07 мая 1688) для внесения рода в Бархатную книгу была предоставлена родословная роспись Рахмановых.
Род  внесён в VI часть родословных книг Калужской, Московской, Тульской и Харьковской губерний.

## Происхождение и история рода
Восходит к началу XVII века и происходящий, по сказаниям старинных родословцев, от выходцев из Польши, которые перешли на службу к великому московскому князю Василию III Ивановичу.
Борис Семёнович (Ширяев сын) Рахманов жалован поместьями в Калужском уезде (1627). В XVII веке Рахмановы служили стольниками, стряпчими и дворянами московскими.
Дмитрий Александрович (1768—1832) и Григорий Николаевич Рахмановы были сенаторами. Василий Александрович Рахманов (1851 — ?) — в начале XX века был директором департамента в Министерстве народного просвещения.

## Описание гербов

#### Герб Рахмановых 1785 г.
В Гербовнике Анисима Титовича Князева 1785 года имеется изображение печати с гербом Михаила Михайловича Рахманова: в серебряном поле щита изображена прямая серебряная же стена с каменной кладкой (без зубцов и башен), на поверхности которой виден на половину золотой лев, мордой вправо, держащий в передних лапах золотое кольцо. Щит увенчан дворянской короной (дворянский шлем, нашлемник и намёт отсутствуют). Вокруг щита военная арматура в виде знамён, сабли, пушек с ядрами, барабанов, труб.

#### Герб. Часть V. № 63.
В голубом поле серебряная стена с тремя башнями, на поверхности которой виден до половины выходящий лев, держащий в лапах золотое кольцо.
На щите дворянский коронованный шлем. Нашлемник: означенный на щите лев с кольцом. Намёт на щите голубой, подложенный серебром. (Гербовник, V, 63).